# Кушнір Іван Миколайович
Іва́н Микола́йович (Михайлович) Кушні́р (1895, місто Дрогобич, Австро-Угорщина — загинув 14 квітня 1919, місто Дрогобич, ЗУНР, тепер Львівської області) — діяч комуністичного руху в Західній Україні. 

## Життєпис
Народився у передмісті Дрогобича в селянській родині. До Першої світової війни — робітник на нафтових підприємствах у Дрогобичі, учасник робітничого руху. У 1914 році мобілізований до австро-угорської армії, у 1915 році потрапив у російський полон. З 1915 року працював у Харкові, де брав участь у боротьбі за радянську владу в грудні 1917 року. 
У 1918 році повернувся до Дрогобича, пропагував серед робітників більшовицькі ідеї. У листопаді 1918 року разом з Василем Коцком та Григорієм Михацем створив та очолив у Дрогобичі «Групу соціалістів-комуністів». З грудня 1918 року працював на Дрогобицькому нафтопереробному заводі «Ґаліція», де розгорнув  активну революційну діяльність. Входив до складу робітничої міліції Дрогобича.
Один із керівників Дрогобицького збройного заколоту 1919 проти влади ЗУНР, який розпочала місцева міліція, що перебувала під впливом «червоних» ідей.. Загинув під час придушення бунту 14 квітня 1919 року.